# ناتینگ هیل
ناتینگ هیل (به انگلیسی: Notting Hill) یک ناحیه در لندن است که در منطقه سلطنتی کنزینگتون و چلسی واقع شده است.

## نگارخانه

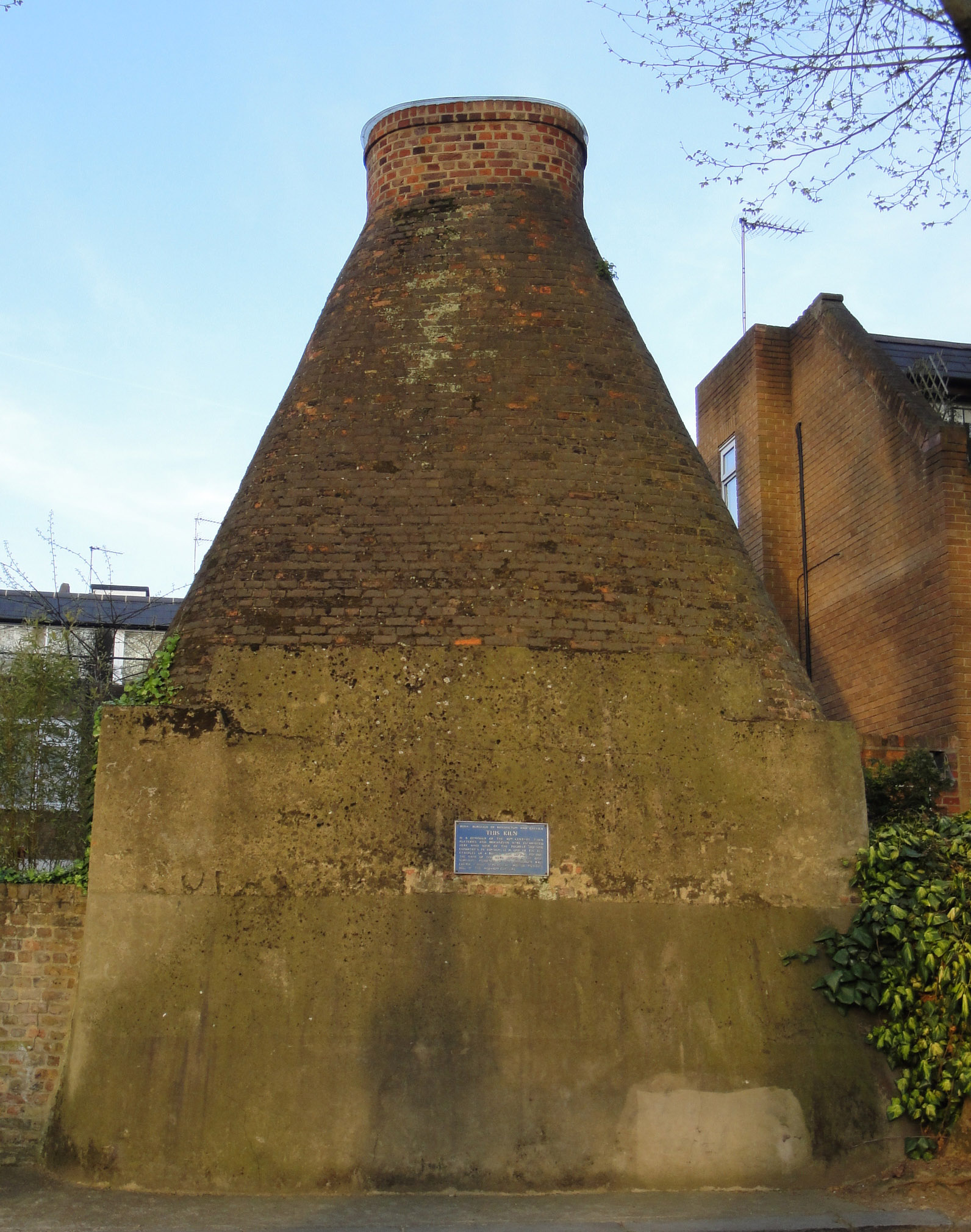
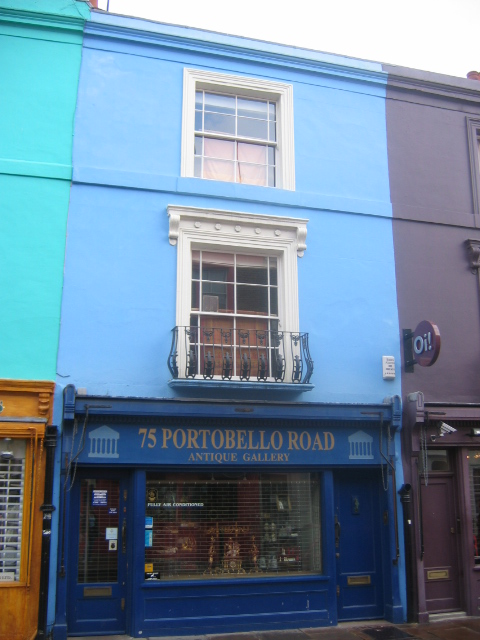
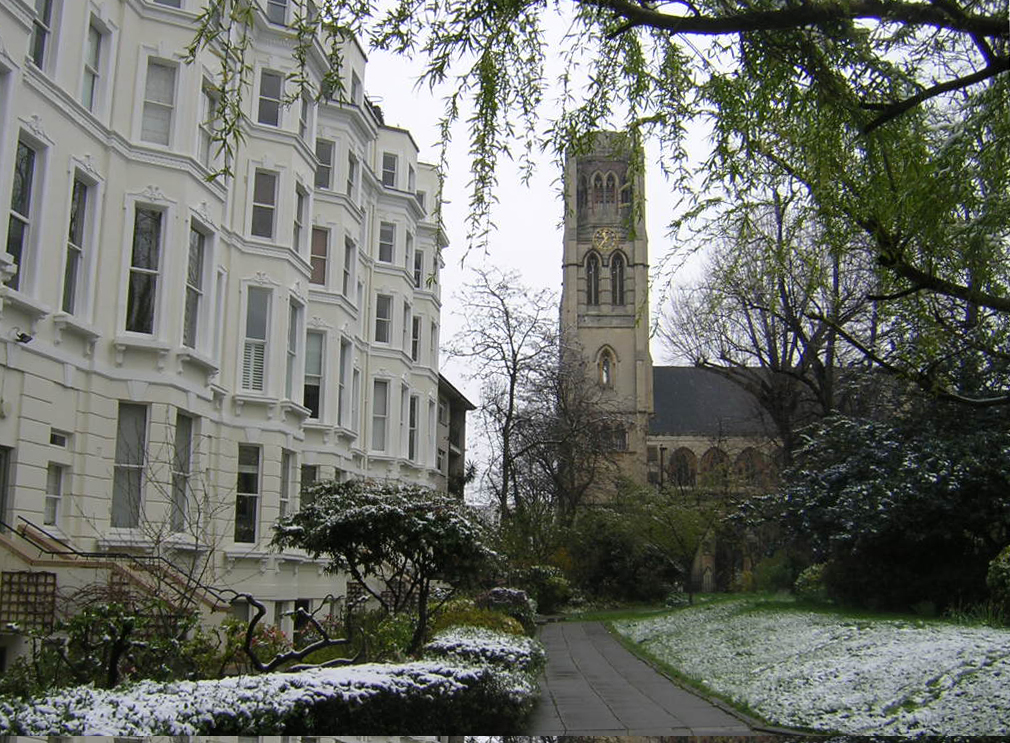
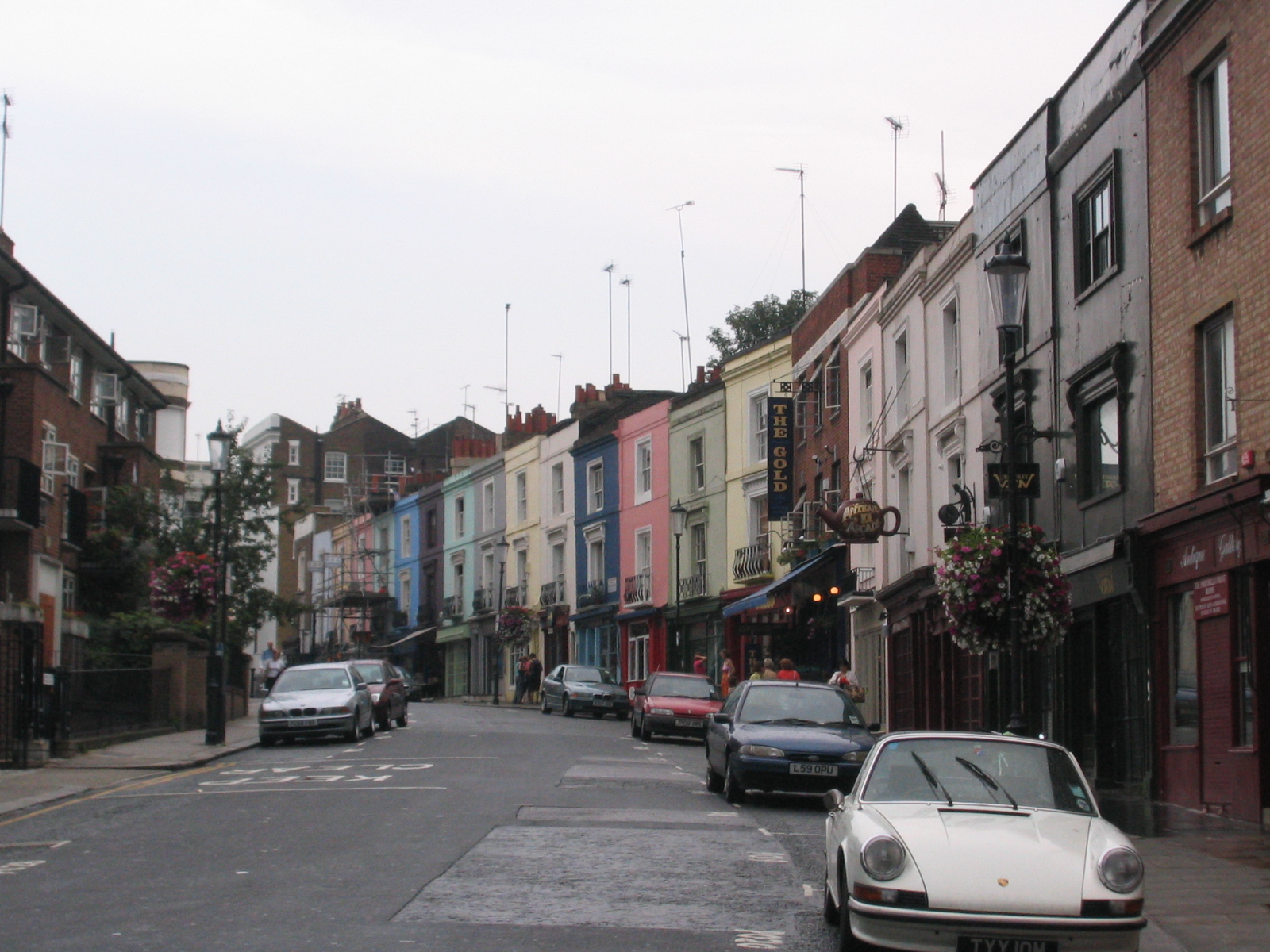
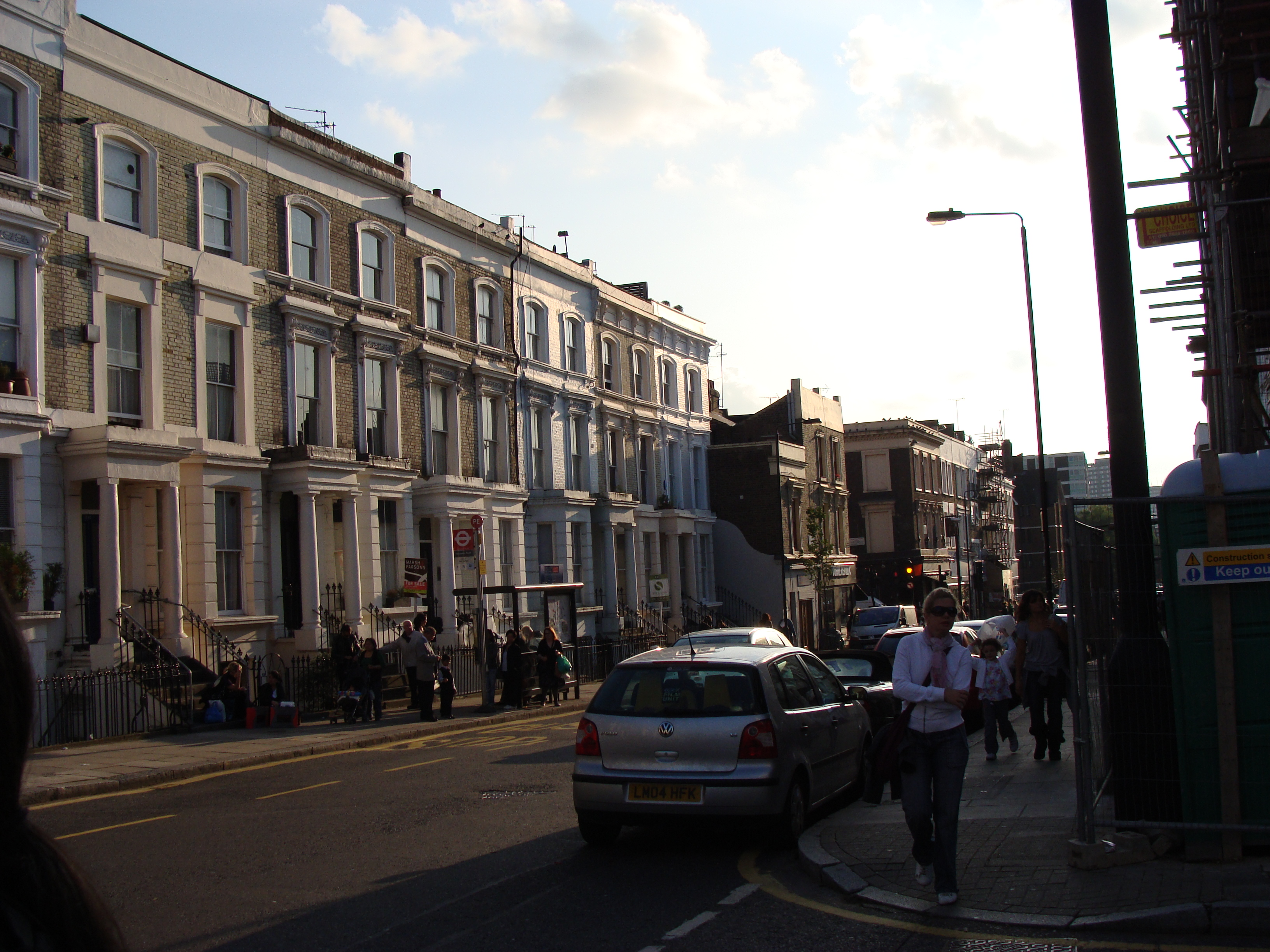

## افراد ساکن مشهور
- جرج اورول
- دیمن آلبارن